# Face on the Screen
Face on the Screen è un cortometraggio muto del 1916 diretto da Harry Solter.

## Produzione
Il film fu prodotto dall'Universal Film Manufacturing Company (con il nome Laemmle).

## Distribuzione
Distribuito dall'Universal Film Manufacturing Company, il film - un cortometraggio in una bobina - uscì nelle sale cinematografiche USA il 30 dicembre 1916.